# Anti-Flag

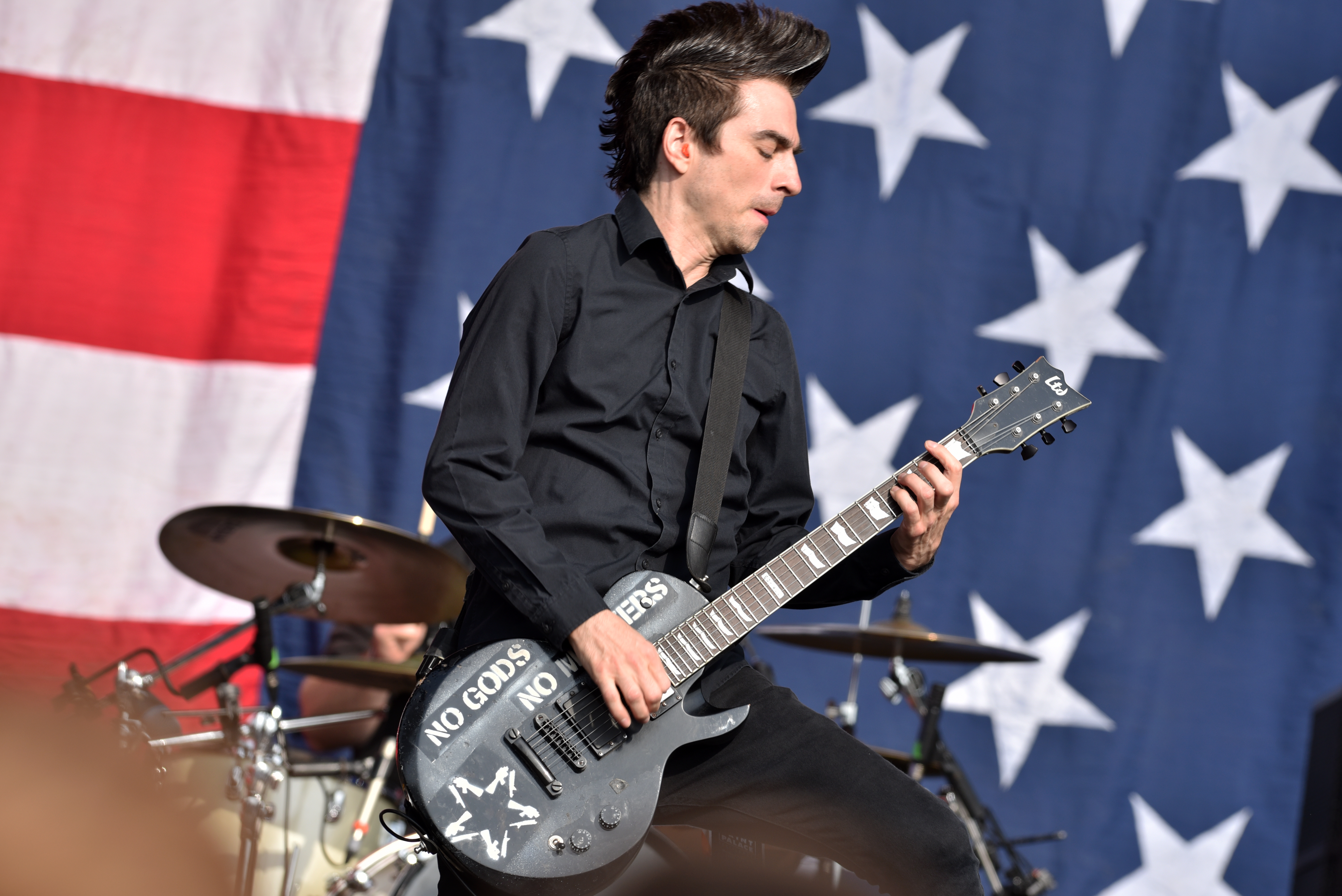
Justin Sane (2017)

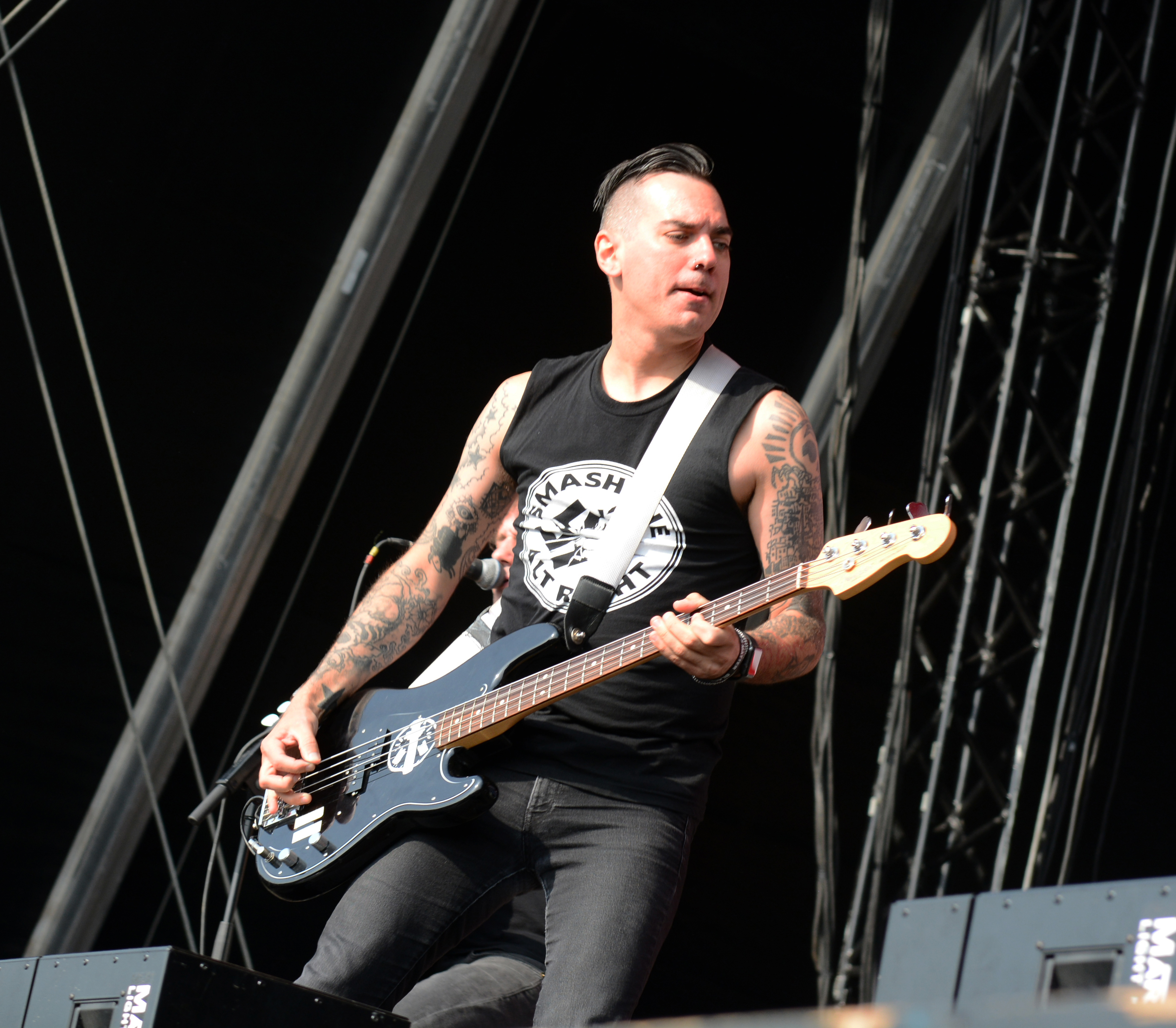
Chris #2 (2017)

Anti-Flag [ˈæntaɪflæɡ] war eine Punk-Band aus dem US-amerikanischen Pittsburgh.

## Bandgeschichte

### Anfänge (1993–2001)
Nach verschiedenen kleinen Bandprojekten und einer Reise durch Kalifornien sowie dem Einblick in die dortige Szene beschlossen die befreundeten Justin Geever und Patrick Bollinger 1993, eine Band zu gründen. Als Bassist trat Andy Wright der Band bei, die nun unter dem Namen „Anti-Flag“ bei regionalen Konzerten auftrat. Bollinger nannte sich Pat Thetic, Geever Justin Sane und Wright trat als Andy Flag in Erscheinung. Nach einigen EPs sowie Split-CDs mit anderen Pittsburgher Bands erschien im Jahre 1996 Anti-Flags Debütalbum Die for the Government, welches thematisch einen Schwerpunkt auf die Entwicklung der Punkszene sowie den Polizeistaat legte. Jedoch verließ Andy Wright noch im selben Jahr aufgrund von Streitigkeiten mit den anderen Bandmitgliedern die Band. Ersetzt wurde er 1997 durch Chris Head, der 1998 an die Gitarre wechselte.
Mit der Neuauflage von North America Sucks, die mit unveröffentlichten Stücken zu Their System Doesn’t Work for You ergänzt wurde, gründeten Pat Thetic, Chris Head und Justin Sane das Label A-F Records. Für zwei Jahre trat Jamie Cock der Band Anti-Flag bei. Nach seinem Ausstieg 1999 übernahm mit Chris Barker (Chris #2), ein Fan der Band, die Position des Bassisten. Das zweite Album der Band, A New Kind of Army, wurde ursprünglich noch mit Jamie Cock am Bass eingespielt, jedoch wurde der komplette Longplayer später noch einmal mit Chris #2 aufgenommen. A New Kind of Army ist außerdem das einzige Album der Band, auf dem alle Songs ausschließlich von Justin Sane gesungen werden, da auf den Musikstücken zuvor und danach entweder Andy Flag oder Chris #2 am Lead-Gesang beteiligt waren.

### Durchbruch (2001–2005)
Den Durchbruch und überregionalen Erfolg schaffte die Band mit Underground Network, welches 2001 veröffentlicht wurde, und der EP Mobilize, die ein Jahr später folgte. Auf dem Cover von Mobilize wurde auch erstmals der Gunstar, das von Chris Head entworfene Logo der Band, abgebildet. Das Logo stellt einen Stern aus fünf mittig gebrochenen M-16-Sturmgewehren dar und soll den Pazifismus der Band zum Ausdruck bringen. Bis heute ist das Symbol auf vielen Merchandisingartikeln zu finden. Zu Beginn des zweiten Irakkriegs organisierten Anti-Flag zusammen mit Bestseller-Autor und Bush-Kritiker Michael Moore die größte nationale Anti-Kriegs-Demonstration ihrer Zeit in den Vereinigten Staaten. Mit The Terror State sprach sich das Quartett erheblich gegen die Bush-Regierung aus. Das Eröffnungslied Turncoat war das erste Anti-Flag-Lied, das auch in Deutschland auf MTV ausgestrahlt wurde. Das Album wurde aufgrund der regierungs- und Irakkrieg-feindlichen Texte sowie des Covers, das ein junges Mädchen als erschossene Soldatin zeigte, von vielen Plattenläden boykottiert. Daraufhin beschäftigten sich die Bandmitglieder mit anderen Projekten, so Chris #2 mit seinem Nebenprojekt Whatever It Takes und Justin Sane mit seinem Soloprojekt.

### Major-Label (2005–2009)
2005 beschloss Anti-Flag, zum Major-Label RCA Records zu wechseln, was der Band viel Kritik vonseiten einiger Fans, die die Band als kommerziell bezeichneten, einbrachte (Weiteres siehe Kritik). Erstmals in den amerikanischen und deutschen Charts platzieren konnte sich For Blood and Empire im Jahre 2006, das auf ebendiesem Label erschien. Die Kanada-Supporttour für Billy Talent wurde im Februar 2007 abgebrochen, da die Schwester von Chris #2 sowie deren Freund ermordet wurden. Musikalisch verarbeitete die Band diesen Vorfall mit der EP A Benefit for Victims of Violent Crime, die die B-Seiten von For Blood and Empire und einige Live-Aufnahmen enthielt. Der Erlös dieser Platte ging komplett an das Center for Victims of Violence and Crime in Pittsburgh.
Im Herbst 2007 betrat die Band zusammen mit Produzent Tony Visconti wieder das Studio, um ihr neues Album The Bright Lights of America aufzunehmen, welches in Deutschland am 28. März 2008 erschien. In einem Interview betonte Justin Sane, dass es sich hierbei um ein wesentlich abwechslungsreicheres und für Anti-Flag untypisches Album handeln solle und der inhaltliche Schwerpunkt auf gesellschaftlichen Fragen liege. Danach gaben sie auch bekannt, die Vorband bei dem Rage-Against-the-Machine-Konzert am 10. Juni 2008 in Berlin zu sein.

### Rückkehr zu den Indies (2008–2014)
Die Europa-Tour 2009 wurde kurzfristig abgesagt, da sich Sänger Justin Sane bei einem Konzert in Norwich, Großbritannien, die Schulter gebrochen hatte. Schuld daran soll ein Streit mit einem Besucher gewesen sein, der Justin Sane während des Konzertes immer wieder mit Knicklichtern beworfen hatte. Als weiterer Grund für das frühzeitige Tourende wird ein Todesfall in der Familie von Gitarrist Chris Head genannt, der kurz zuvor bereits von Glasgow zurück in die USA geflogen war. Außerdem hatte sich Schlagzeuger Pat Thetic im Vorfeld drei Rippen gebrochen. Noch im selben Jahr gab die Band ihren Wechsel zu SideOneDummy Records bekannt sowie das Erscheinen des siebten Studioalbums im Juni 2009, welches The People or the Gun heißen werde.
Nach einer Welttournee gründeten Chris Head und Chris #2 zusammen mit befreundeten Mitgliedern anderer Musikgruppen die Band White Wives, mit der sie nach dem Release deren Debüts ausgiebig tourten. Auch Justin Sane widmete sich wieder seinem Soloprojekt und brachte eine EP auf den Markt, welcher eine Tour in Deutschland folgte. Ursprünglich sollte das nächste Studioalbum der Band bereits im Herbst 2011 erscheinen, jedoch musste dieser Termin aufgrund des Nebenprojekts von Chris Head und Chris #2 verschoben werden. Anfang 2012 gab die Band bekannt, dass ihr achtes Studioalbum The General Strike genannt und erneut bei SideOneDummy Records erscheinen werde. Veröffentlichungstermin in den USA war der 20. März, in Deutschland der 17. März.
Im Anschluss an zahlreiche Konzerte kündigten Anti-Flag für das Jahr 2014 ein Best-Of-Album an, auf dem 26 Songs aus den 20 Jahren Bandgeschichte erscheinen sollten. Das Album A Document of Dissent wurde am 22. Juli 2014 über Fat Wreck Chords veröffentlicht. Eine Besonderheit dieses Releases ist das Booklet. Es beinhaltet eine biografische Chronik mit tiefgehenden Notizen zur Entstehungsgeschichte einzelner Songs und Referenzen auf die geschichtlichen Weltereignisse, die Inspiration und Vorlage waren.

### American-Trilogie (2015–2023)
Das neunte reguläre Studioalbum der Band, American Spring, erschien am 26. Mai 2015 über das finnische Label Spinefarm Records. Noch im selben Jahr im Herbst ging sie auf eine Welttournee, die im Sommer 2016 weiter geführt wurde. Im August 2017 kündigte die Band ihr zehntes Studioalbum an, welches den Titel American Fall trägt und am 3. November 2017 über Spinefarm Records erschien.
Die dritte Veröffentlichung der American-Reihe kündigte die Band für September 2018 an. American Reckoning stellte das erste Akustik-Album der Band dar und enthielt sowohl akustische Versionen von Songs der Alben American Spring und American Fall als auch Coverversionen von Liedern von John Lennon, Buffalo Springfield und Cheap Trick. Mit Hate Conquers All veröffentlichte die Band im Herbst 2019 das Eröffnungsstück ihres elften Studioalbums 20/20 Vision, das im Januar 2020 über Spinefarm Records erschien. Im Oktober 2020 erschien die erste Band-Dokumentation Beyond Barricades: The Story of Anti-Flag, in der langjährige Weggefährten wie u. a. Tom Morello, Tim McIlrath und Brian Baker zu Wort kommen.
Im Januar 2023 wurde das Studioalbum Lies They Tell Our Children veröffentlicht, welches viele Gastbeiträge von unter anderem Jesse Leach, Campino und Stacey Dee von Bad Cop/Bad Cop enthält.

### Auflösung und Vorwürfe sexueller Gewalt (seit 2023)
Am 20. Juli 2023 verkündete die Band überraschend vor einer großangelegten Europa-Tournee ihre Auflösung. Als Grund wurde kurz darauf die Anschuldigung des Sängers bezüglich sexualisierter Gewalt und die daraus resultierende Unvereinbarkeit mit den bisher gelebten Werten der Band angegeben. Die Anschuldigungen erfolgten zunächst in einem Podcast ohne Nennung der Band, doch viele zogen schnell den Schluss, dass es sich bei dem Beschuldigten um Geever handelte und die Band Anti-Flag sein musste. Geever selbst stritt die Vorwürfe ab und trotz Auflösung stellte sich die Band hinter ihn.
Es folgte im November 2023 eine Zivilklage gegen Justin Geever, die durch den New Yorker Adult Survivor Act möglich wurde. Eine Frau beschuldigt ihn, sie 2010 nach einer Show in Brooklyn vergewaltigt zu haben. Zudem gäbe es etwa 60 weitere Opfer von Geevers Verhalten. Teile des Zivilverfahrens betreffen auch die übrigen Mitglieder Patrick Bollinger (Pat Thetic), Chris Head und Chris Barker (Chris #2).
Im Rolling Stone berichteten zwölf weitere Frauen von ihren Erlebnissen mit Geever, darunter einige zum Zeitpunkt der Taten minderjährige, während er vorgab deutlich jünger zu sein. Die Vorwürfe reichen dabei von Machtmissbrauch über Grooming bis zu Vergewaltigung. Im März 2024 wurde bekannt, dass Geever die Vereinigten Staaten verlassen haben soll und untergetaucht ist. Die Vorwürfe wurden auch gegenüber dem Rest der Band laut, die Geevers Verhalten gedeckt haben sollen und selbst bereits 2002 auf einer Albumrelease-Party in Pittsburgh Teenager im Alter von 14 oder 15 Jahren unangemessen geküsst zu haben. Zudem beschuldigte die Betroffene die restlichen Mitglieder „extreme Schritte unternommen [zu] haben, um sich aus der Verantwortung zu ziehen“.

## Rezeption
Die Band brachte in ihren Texten oft eine antikapitalistische Haltung zum Ausdruck, stand aber eine Zeitlang beim Major-Label RCA, welches zur Sony-BMG-Gruppe gehört, unter Vertrag. In einem Interview mit der britischen Tageszeitung The Guardian erklärte Justin Sane diesen Schritt:

“We’ve been approached by the major labels over the past seven or eight years but we thought we were having an impact where we were. They were never willing to give us complete control. This time they were willing to give us complete control over what we record, the artwork, who we tour with. We won’t be censored. If there was ever a time to take a chance to be heard on a mass scale then this is the time. I feel like we’ve been a voice in the wilderness for too long.”

Aufgrund der Einnahmen durch das Album For Blood and Empire war es Anti-Flag möglich, die Non-Profit-Organisation Military Free Zone, die gegen die Anwerbung des Militärs an Schulen kämpft, zu gründen. Nach der Erfüllung des Vertrags über zwei Alben kehrten Anti-Flag RCA den Rücken und wechselten zu SideOneDummy, einem Independent-Label. Die Band begründete dies damit, dass im Laufe ihrer Zeit bei RCA die für sie zuständigen Mitarbeiter nach und nach ersetzt worden wären und die Zusammenarbeit mit den neuen Mitarbeitern nicht mehr zufriedenstellend gewesen sei.

## Sonstiges
- Einige von Anti-Flag veröffentlichte Lieder, so wie Post-War Breakout auf dem Album The Terror State, schrieb ursprünglich Woody Guthrie.
- Im August 2008 nahmen Anti-Flag zusammen mit Billy Talent den Song Turn Your Back auf.
- Im Zuge der österreichischen Studentenproteste von 2009 trat Anti-Flag-Sänger Justin Sane im besetzten Wiener Auditorium maximum auf.[13]
- Im Oktober 2011 spielten Anti-Flag bei der Protestaktion „Occupy Wall Street“, um diese zu unterstützen. Mitschnitte sind bei YouTube zu finden.
- Das erste bandeigene Festival, das ANTIfest, fand Anfang März 2012 unter anderem mit The Bouncing Souls und The Menzingers in England statt.
- Im Juni 2012 bot die Band ein Cover des Songs Virgin Mary, Redeem us of Putin der Band Pussy Riot zum freien Download an. Die Band beteiligte sich damit an der Aktion Free Pussy Riot.
- Bassist Chris #2 trägt in Anlehnung an ihren Song This Machine Kills Fascists (Underground Network) den gleichnamigen Schriftzug auf seinem Bass, dies ist außerdem eine Hommage an Woody Guthrie
- Die Single This Is the End (For You My Friend) ist im Abspann des Films Cold Prey 2 Resurrection – Kälter als der Tod (Fritt Vilt II) zu hören.
- Im Februar 2016 nahmen Justin Sane und Chris #2 an dem vom Kunstverein Positive-Propaganda gemeinsam mit den renommierten Street Art-Aktivisten Shepard Fairey und NoNÅME in München realisierten Ausstellungsprojekt „Victory is Peace“ teil, zu dessen Eröffnung die Künstler u. a. in den Ausstellungsräumen des Kunstvereins sowie bei einer Podiumsdiskussion im Café Jasmin aufgetreten sind.

## Diskografie

### Alben
- 1996: Die for the Government (New Red Archives)
- 1999: A New Kind of Army (A-F Records)
- 2001: Underground Network (Fat Wreck Chords)
- 2003: The Terror State (Fat Wreck Chords)
- 2006: For Blood and Empire (RCA Records)
- 2008: The Bright Lights of America (RCA Records)
- 2009: The People or the Gun (SideOneDummy Records)
- 2012: The General Strike (SideOneDummy Records)
- 2015: American Spring (Spinefarm Records)
- 2017: American Fall (Spinefarm Records)
- 2020: 20/20 Vision (Spinefarm Records)
- 2023: Lies They Tell Our Children (Spinefarm Records)

### EPs
- 1995: Kill, Kill, Kill (7", Self-Serve Records & Ripe Records)
- 1998: Their System Doesn’t Work For You (EP, A-F Records)
- 2002: Mobilize (EP, A-F Records)
- 2006: Emigre (7", A-F Records)
- 2007: A Benefit for Victims of Violent Crime (EP, A-F Records)
- 2009: Which Side Are You On (EP, SideOneDummy Records)
- 2010: The Second Coming of Nothing (7", Paper and Plastick)
- 2012: Bacon / All Cops Are… A-Z (7", A-F Records)
- 2013: Toast to Freedom (7", A-F Records)
- 2015: Cease Fires (7", A-F Records)

### Kompilationen
- 2013: Archives Vol.1: The Covers, Vol.2: The Demos, Vol.3: The B-Sides
- 2014: A Document of Dissent: 1993-2013

### Splits
- 1994: Rock’n with Father Mike (Split-7" mit The Bad Genes, Ripe Records)
- 1996: Reject (Split-7" mit Against All Authority, Records of Rebellion)
- 1996: God And Country (Split-7" mit God Squad, A-F Records)
- 1996: North America Sucks (Split-CD mit d.b.s., Nefer Records)
- 1997: I’d Rather Be in Japan!!! (Split-7" mit Obnoxious, NAT Records)
- 1998: Split-LP mit The Dread (SixWeeks Records, Clearview Records)
- 2002: BYO Split Series, Vol. 4 (Split-CD mit Bouncing Souls, BYO Records)
- 2009: Split-7" mit Emily, Rentokill & Clint (SideOneDummy Records)
- 2009: Split-7" mit Rise Against (SideOneDummy Records, DGC Records)
- 2013: Split-7" mit Hostage Calm (Run for Cover Records, A-F Records)
- 2013: 20 Years of Hell Series, Vol. I-VI (Split-EPs mit World’s Scariest Police Chases, All Dinosaurs, Worship This!, One If By Land, Excluded und Antillectual) (A-F Records)

### Live- und Akustikalben
- 1998: Live at the Fireside Bowl (Liberation Records)
- 2004: Death of a Nation (A-F Records)
- 2011: Complete Control Recording Sessions (SideOneDummy Records)
- 2016: Live and Acoustic in Vienna (A-F Records)
- 2016: Live Acoustic at 11th Street Records (A-F Records)
- 2017: Live Volume 1 (A-F Records)
- 2018: American Reckoning (Spinefarm Records)
- 2019: Live Volume 2 (A-F Records)

### Videoalben
- 2004: Death of a Nation

### Nebenprojekte
Anfang 2000 begann Justin Sane sein Soloprojekt, das auf Bass und Schlagzeug komplett verzichtet.
- 2000: These Are the Days… We Will Never Forget (EP, A-F Records)
- 2002: Life, Love & The Pursuit of Justice (Album, A-F Records)
- 2011: Gas Land Terror (EP, Flix Records & Ashes Records)

Chris #2 war Gitarrist und Sänger in der mittlerweile als aufgelöst geltenden Punk-Band „Whatever It Takes“.
- 2003: A Fistful of Revolution / Stars & Skulls EP (A-F Records)
- 2003: The Code / Whatever It Takes (Split-EP, A-F Records)

Während der Vans Warped Tour im Jahre 2009 startete Chris #2 zusammen mit dem Rapper P.O.S., Wade MacNeil von Alexisonfire und Chachi Darin das Tourprojekt „Wharf Rats“, die eine limitierte Single veröffentlichten.
- 2011: Capital Gains / Oh No! (7", No Sleep Records)

Chris Head und Chris #2 starteten 2010 zusammen mit Roger Harvey (Dandelion Snow), Andy T. (The Code) und Tyler Kweder (American Armada) die Band „White Wives“. Am 15. Februar 2011 erschien die erste CD der Band Situationists EP, deren Hülle komplett aus recyceltem Material hergestellt und auf 1000 Stück limitiert ist.
- 2011: Situationists EP (Lock and Key Collective)
- 2011: Happeners (Adeline Records)
- 2013: Live at 222 Ormsby (EP, Lock and Key Collective)
- 2013: Howls for Sade (EP, Lock And Key Collective)
- 2013: White Wives (7", A-F Records)